# الگت
الگت (به اسپانیایی: Algete) یک شهرستان در اسپانیا است که در مادرید (بخش خودمختار) واقع شده‌است.

## خصوصیات
الگت ۳۷٫۸۸ کیلومترمربع مساحت و ۲۰٬۴۸۱ نفر جمعیت دارد و ۷۴۱ متر بالاتر از سطح دریا واقع شده‌است.